# Karin Berglöf
Karin Elisabeth Berglöf, född Göransson 24 maj 1903 i Västerås, död 26 april 1975 i Gävle Heliga Trefaldighets församling, var en svensk skolledare. Hon var sedan 1931 gift med Fredrik Berglöf.
Efter studentexamen i Stockholm 1922 blev hon filosofie magister vid Stockholms högskola 1925. Hon var vikarierande ämneslärare i Luleå 1925–26, genomförde provår vid Stockholms folkskoleseminarium 1926–27, var vikarierande ämneslärare vid Mora samrealskola 1927–28, vikarierande adjunkt i Falun 1928–29, vikarierande ämneslärare i Söderhamn 1929–32, vid Nya Elementarskolan i Stockholm 1935–36, vid Gävle högre folkskola 1936–38, blev e.o. adjunkt vid högre allmänna läroverket i Gävle 1938, var adjunkt i historia och geografi där från 1949 och under sina sista yrkesverksamma år rektor.
Berglöf var ordförande i Gävle flickscoutkår, vice ordförande i Gävle yrkeskvinnors klubb samt ledamot i kommunala flickskolans styrelse och i styrelsen för Scoutfrämjandet i Gävleborgs län.